# Julián Simón

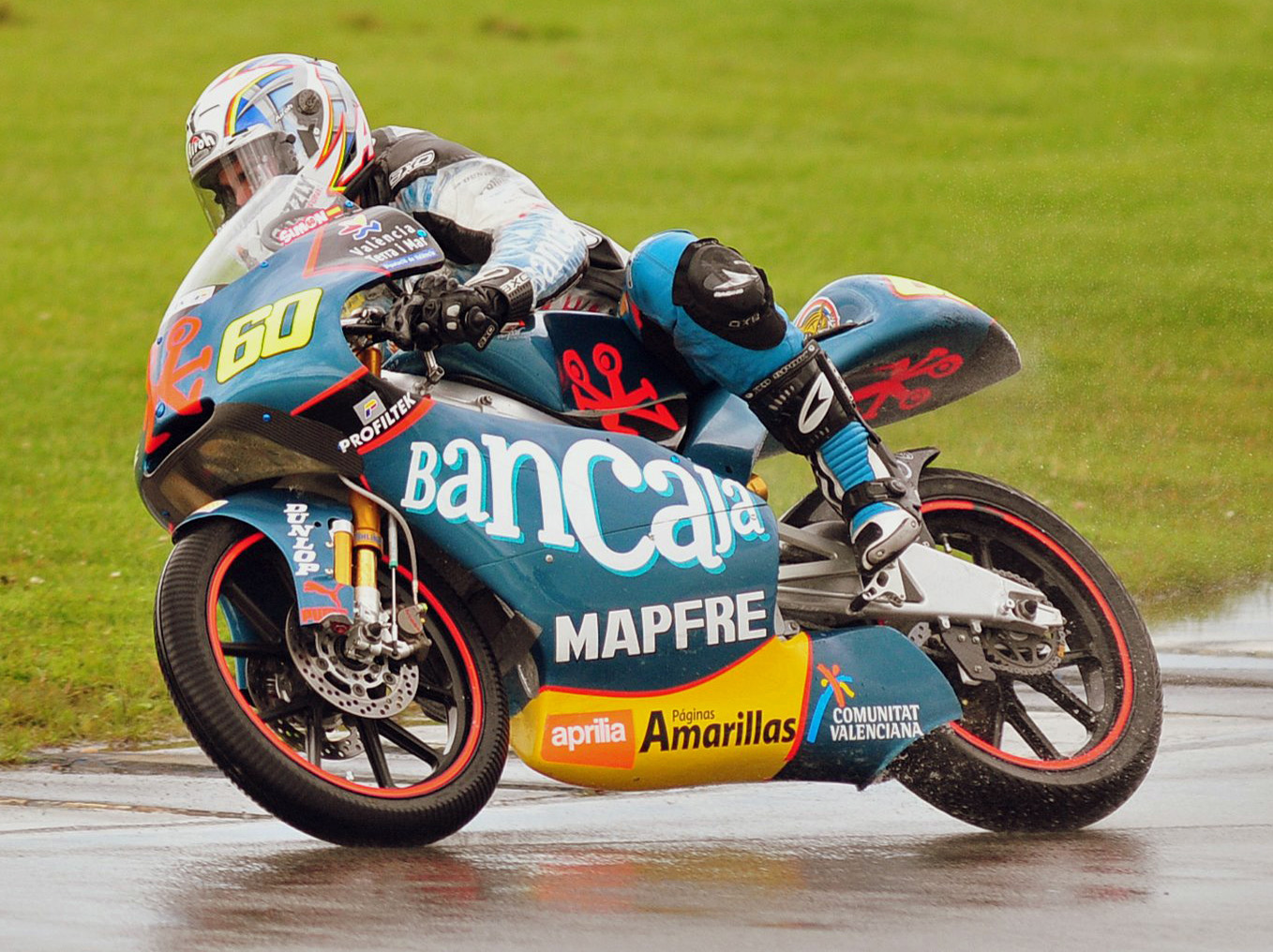
Julian Simon op Donington in 2009

Julián Simón Sesmero (Villacañas, 3 april 1987) is een Spaans motorcoureur.
In 2002 debuteerde Simón op Honda in de 125cc-klasse van het wereldkampioenschap wegrace. Na verschillende seizoenen, waarin hij naast Honda op de merken Malaguti en KTM uitkwam in de 125cc- en later de 250cc-klasse, stapte hij in 2009 terug over naar de 125 cc en kwam uit op Aprilia en werd wereldkampioen. In 2010 stapte Simón over naar de nieuw gevormde Moto2-klasse en werd vice-wereldkampioen. De daarop volgende jaren waren minder succesvol.